# ارکوله بالدینی
ارکوله بالدینی (زادهٔ ۲۶ ژانویه ۱۹۳۳) رکابزن حرفه‌ای سابق ایتالیایی است که در رشته دوچرخه‌سواری جاده و پیست فعالیت می‌کرد. او توانست در دوران آماتور خود، در سال ۱۹۵۶ برنده مدال طلای المپیک در استقامت جاده و قهرمانی جهان در تعقیبی انفرادی شود. در سال بعد حرفه‌ای شد و در سال ۱۹۵۸ قهرمان مسابقه استقامت جاده جهان و نیز برنده جیرو دیتالیا شد. همچنین دو مدال برنز در مسابقات قهرمانی پیست جهان در رشته تعقیبی انفرادی در سال‌های ۱۹۶۰ و ۱۹۶۴ به دست آورد.

## زندگی‌نامه

### آغاز فعالیت
بالدینی در ویلانووا در فورلی (امیلیا-رومانیا) زاده شد. در ۲۱ سالگی رکورد تازه‌ای برای یک ساعت رکابزنی آماتورها ثبت کرد و توانست مسافت ۴۴٫۸۷۰ کیلومتر را در یک ساعت طی کند. بهترین سال او ۱۹۵۶ بود که توانست برنده مدال طلای مسابقه استقامت جاده در المپیک تابستانی در ملبورن شود و سپس در میلان، رکورد ژاک آنکتیل را شکست و با طی مسافت ۴۶٫۳۹۴ کیلومتر رکورد تازه‌ای برای یک ساعت رکابزنی به ثبت رساند.
او در سال ۱۹۵۷ حرفه‌ای شد و به تیم لنیانو پیوست. در همان سال در شش مسابقه مهم از جمله جایزه بزرگ باراکی به پیروزی رسید. از جمله برندهٔ یک مرحله از جیرو دیتالیا شد و در پایان جیرو بر سکوی سوم ایستاد. همچنین قهرمان ایتالیا شد.

### پیروزی در جیرو
در سال ۱۹۵۸ بالدینی برنده جیرو دیتالیا شد و شارلی گاول را شکست داد. او با پیروزی در تایم تریل انفرادی مرحلهٔ دوم، پیراهن صورتی را به دست آورد؛ ولی آن را در مرحلهٔ بعد از دست داد. بالدینی زمان زیادی در مراحل بعدی از دست داد؛ ولی با پیروزی در مرحلهٔ هشتم بخشی از آن را جبران کرد. فتح مرحلهٔ ۱۵ دوباره او را به موقعیت رهبری مسابقه رساند و با پیروزی در مرحلهٔ ۱۷ برتری خود را تثبیت کرد و آن را تا پایان مسابقه نگه داشت. در همان سال، دوباره قهرمان ایتالیا شد و سپس برنده مسابقات قهرمانی جهان شد.

### سال‌های پایانی
بالدینی در تور دو فرانس ۱۹۵۹ نیز در رتبه ششم قرار گرفت و در یک مرحله به پیروزی رسید. در همان سال، تور امیلیا را نیز فتح کرد. در سال ۱۹۶۰ برندهٔ جایزه بزرگ ملل در پاریس شد. در سال ۱۹۶۱ نیز در سه مسابقه از جمله جایزه بزرگ اروپا پیروز شد. در سال ۱۹۶۲ رتبهٔ هفتم جیرو و هشتم تور دو فرانس را به دست آورد. بالدینی پس از جراحی پای خود در سال ۱۹۶۴ از دنیای دوچرخه سواری خداحافظی کرد.

## نتایج در گرند تورها
| گرند تور       | ۱۹۵۷ | ۱۹۵۸ | ۱۹۵۹ | ۱۹۶۰ | ۱۹۶۱   | ۱۹۶۲ | ۱۹۶۳ | ۱۹۶۴   |
| -------------- | ---- | ---- | ---- | ---- | ------ | ---- | ---- | ------ |
| جیرو دیتالیا   | ۳    | ۱    | ۱۷   | ۴۱   | ناتمام | ۷    | ۲۶   | ناتمام |
| تور دو فرانس   | —    | —    | ۶    | ۳۳   | —      | ۸    | —    | ناتمام |
| ووئلتا اسپانیا | —    | —    | —    | —    | —      | —    | —    | —      |